# Juan de Mata Pacheco
Juan de Mata Pacheco (1874-1956) fue un pintor mexicano.

## Vida
Nació en el Estado de Aguascalientes, México, el 8 de febrero de 1874. En 1895 se mudó a la Ciudad de México e ingresó a la Academia de Bellas Artes de San Carlos. Sus principales profesores fueron José Salomé Pina, José María Velasco, Santiago Rebull y Leandro Izaguirre.
En 1920 fue nombrado profesor de la Academia de Bellas Artes, puesto que desempeñó hasta 1926, en que hizo un viaje de estudios a Europa en donde permaneció tres años. Bajo la dirección del maestro Henri Boissonas, en París, estudió restauración de obra pictórica. Participó con gran éxito en exposiciones  de pintura en Madrid y París. Regresó a México en 1929 y fue nombrado conservador de las Galerías de Pintura y Escultura de Bellas Artes, dedicando gran parte de su vida a la restauración y conservación del patrimonio artístico de la nación. A partir de esos años impartió clases de perspectiva en la Escuela Nacional de Arquitectura de la UNAM y en la Academia de San Carlos, entre otras.
Ganó el Primer Premio en dos Bienales de Pintura. Obras del Maestro Pacheco se exponen en la Sala del siglo XIX del Palacio de Bellas Artes; "El Triunfo de la Ciencia y el Trabajo" y dos paisajes, en el Museo Nacional de Arte de la Ciudad de México, además de otras obras en Aguascalientes.
Juan M. Pacheco falleció el 27 de octubre de 1956, como consecuencia de un accidente automovilístico.

## Obra
En su obra destacan los retratos de los presidentes Plutarco Elías Calles y Lic. Miguel Alemán Valdés, de los gobernadores del Estado de Aguascalientes, que realizó por encargo del gobierno de dicha entidad federativa. Realizó con gran maestría y colorido paisajes rurales y urbanos, bodegones y retratos de personajes diversos.
Presentó exposiciones individuales y participó en exposiciones colectivas con las obras de pintores como: José María Velasco, Félix Parra, Cleofas Almanza, Joaquín Clausell, Gonzalo Argüelles Bringas, el Dr. Atl, Gilberto Chávez, José Clemente Orozco, Roberto Montenegro, Diego Rivera, Ángel Zárraga, Julio Castellanos, Juan O'Gorman, María Izquierdo, Agustín Villagra, Federico Cantú, Alfredo Zalce, José Chávez Morado, Jesús Guerrero Galván, Feliciano Peña, Olga Costa, Raúl Anguiano, Ricardo Martínez, Guillermo Meza, Fernando Castro Pacheco, Juan Soriano, Luis García Robledo y Alfonso Ayala.
- Datos: Q5953303